# صدف‌لی (یولاخ)
صدف‌لی (به لاتین: Sadafli) منطقه‌ای مسکونی در جمهوری آذربایجان است که در شهرستان یولاخ واقع شده است.